# Municipio de San Miguel Peras
El municipio de San Miguel Peras es uno de los 570 municipios en que se divide el Estado mexicano de Oaxaca. Según el censo de 2020, tiene una población de 3818 habitantes.
Está ubicado en los valles Centrales de Oaxaca y su cabecera es el pueblo del mismo nombre.

## Geografía
El municipio de San Miguel Peras se encuentra localizado en el centro-occidente del Estado de Oaxaca, formando parte del distrito de Zaachila de la región Valles Centrales. Tiene una extensión territorial de 155.2 kilómetros cuadrados, que equivalen a un 0.12 % del territorio del estado. Sus coordenadas geográficas extremas son 16°52′ - 17°00′ de latitud norte y 96°55′ - 97°6′ de longitud oeste; su altitud va de un mínimo de 1800 a un máximo de 3000 metros sobre el nivel del mar.
Limita al norte con el municipio de Santa María Peñoles y al noreste con el municipio de Santiago Tlazoyaltepec; al este con el municipio de San Pablo Cuatro Venados y el municipio de Zimatlán de Álvarez; al sur limita con otro sector de San Pablo Cuatro Venados y con el municipio de San Antonino el Alto y al oeste con el municipio de San Antonio Huitepec.

## Demografía
La población total del municipio de Santa María Peñoles de acuerdo con el Censo de Población y Vivienda realizado en 2020 por el Instituto Nacional de Estadística y Geografía, es de 3 818 habitantes.
La densidad de población asciende a un total de 24.59 personas por kilómetro cuadrado.

### Localidades
El municipio se encuentra formado por 10 localidades, las principales y su población de acuerdo al censo de 2010 son:
| Localidad                    | Población |
| Total Municipio              | 3 818     |
| San Miguel Peras             | 1 055     |
| Soledad Peras                | 413       |
| Pensamiento Liberal Mexicano | 534       |
| El Temascal                  | 385       |
| La Brujería                  | 404       |
| Barrio Río Morales           | 312       |

## Política
El gobierno del municipio de San Miguel Peras se rige por principio de usos y costumbres que se encuentra vigente en un total de 424 municipios del estado de Oaxaca y en las cuales la elección de autoridades se realiza mediante las tradiciones locales y sin la intervención de los partidos políticos. 
El ayuntamiento de San Miguel Peras está integrado por el presidente municipal, un síndico y el cabildo integrado por cuatro regidores.

### Representación legislativa
Para la elección de diputados locales al Congreso de Oaxaca y de diputados federales a la Cámara de Diputados federal, el municipio de Santa María Peñoles se encuentra integrado en los siguientes distritos electorales:
Local:
- Distrito electoral local de 5 de Oaxaca con cabecera en Asunción Nochixtlán.[4]

Federal:
- Distrito electoral federal 3 de Oaxaca con cabecera en Heroica Ciudad de Huajuapan de León.[5]